# Kina i olympiska vinterspelen 1992
Kina deltog med 32 deltagare vid de olympiska vinterspelen 1992 i Albertville. Totalt vann de tre silvermedaljer.

## Medaljer

### Silver
- Li Yan - Short track, 500 m.
- Ye Qiaobo - Skridskor, 500 meter.
- Ye Qiaobo - Skridskor, 1 000 meter.